# 雙鰭似黍鯡
雙鰭似黍鯡為輻鰭魚綱鲱形目鲱科的其中一種，分布於西印度洋的肯亞及馬達加斯加海域，棲息深度可達50公尺，體長可達4.5公分，棲息在沿海，可做為食用魚，生活習性不明。

## 擴展閱讀
維基物種上的相關：雙鰭似黍鯡